# Ophiopterus coarctatus
Ophiopterus coarctatus är en stekelart som beskrevs av Gaspard Auguste Brullé 1846. Ophiopterus coarctatus ingår i släktet Ophiopterus och familjen brokparasitsteklar. Inga underarter finns listade i Catalogue of Life.